# 전 도자
전 도자(田 悼子, ? ~ 기원전 405년)는 중국 춘추 전국 시대 제나라의 유력 대부 가문인 규성 전씨의 수장이며, 사실상 제나라의 임금 노릇을 했다. 이와 같이 규성 전씨 재상이 제나라 임금과 같이 된 것은 증조부 전 성자가 제 간공을 시해하고 제 평공을 옹립한 때부터 계속되었다. 성은 규(嬀), 씨는 전(田)이며, 이름은 기록이 남아 있지 않아서 알 수 없다.

## 생애
사마천의 《사기》에는 나타나지 않으며, 《죽서기년》에서 존재가 확인된다.
《죽서기년》에서는 제선공 15년(기원전 441년) 전장자가 죽어 그 뒤를 이었다고 하는데, 《고본죽서기년집증》에서는 《사기》 전경중완세가 등과 비교하여 제선공 45년 = 진열공 5년(기원전 411년)의 탈자로 보았다.
제 선공 48년(기원전 408년), 노나라를 쳐 삼환 중 맹손씨의 세습 영지인 성(郕, 成)읍을 취했다.
제 선공 51년(기원전 405년)에 죽어, 전화(田和)가 뒤를 이었다.